# 承德號巡防艦
承德號飛彈巡防艦（舷號PFG-1208），原型為法國海軍拉法葉級巡防艦，為中華民國海軍的康定級六號艦，隸屬海軍一二四艦隊，母港為左營軍港，於1995年12月27日在法國海軍造船局洛里昂造船廠安放龍骨，1996年8月2日下水。完成交艦儀式後，自法國啟航後經大西洋、巴拿馬運河和太平洋抵達台灣，並於1998年3月19日正式服役。主要執行台灣海峽周遭防空、反潛、護航、反封鎖及聯合水面截擊作戰。

## 艦史
參與2011年敦睦遠航訓練支隊。
2013年5月，由於菲律賓海岸防衛隊掃射臺灣籍漁船造成廣大興28號船長洪石成身亡，導致臺菲關係緊張，為此中華民國行政院海岸巡防署海岸巡防總局南部地區巡防局於5月12日派出臺南艦、福星艦、巡護一號與中華民國海軍康定級巡防艦康定號飛彈巡防艦、濟陽級海陽號飛彈巡防艦共同組成聯合艦隊，前往臺菲周邊海域，加強海上巡邏。
5月16日，中華民國海軍與海巡署在台灣南方海域聯合海上操演，海巡署偉星艦、台南艦在李東昉少將率領的海軍艦隊康定級巡防艦承德軍艦的側護下，跨越北緯20度中華民國暫定執法線，前往巴丹島西方海域，承德軍艦與已在巴丹島東側海域的康定軍艦共同策應海巡護漁任務。5月16日4時許在巴丹島東側海域有康定軍艦與海巡署台南艦；西側有基隆級馬公號驅逐艦、康定級承德號巡防艦與海巡偉星艦、巡護8號與德星艦。
2014年7月14日本艦搭載18名師生前往南沙太平島參加研習營時，在公海上遭遇共軍柳州號飛彈護衛艦。海軍表示兩艦趨近到互相目視的距離10多分鐘後，本艦隨即以高度警戒的方式通過。
2018年11月10日於高雄新濱碼頭舉行「成軍20週年艦慶」。
2019年4月14日，承德軍艦辦理108年上半年度懇親會暨成軍21周年艦慶。
2024年，本艦拆除武裝及雷達，將作為康定級性能提升計劃原型測試艦，預計2025年9月完成改裝與相關測試交艦給海軍。

## 圖庫

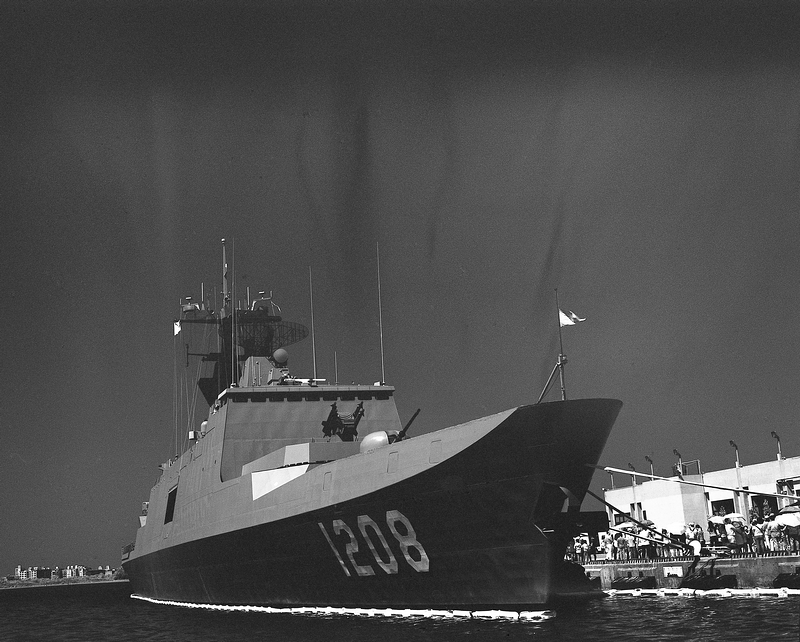
中華民國海軍2011年敦睦遠航訓練支隊承德軍艦紅外線照片
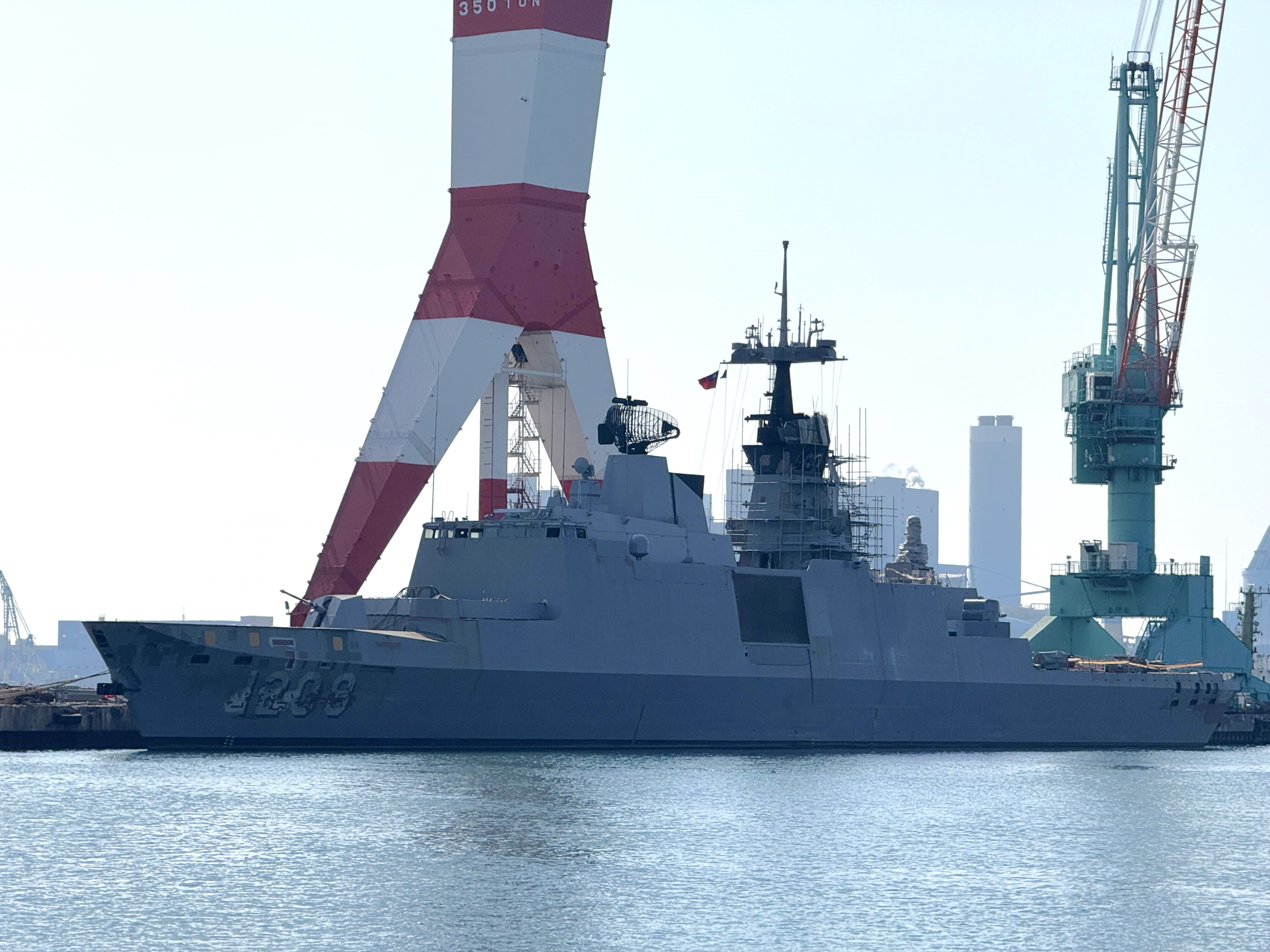
中華民國海軍「康定級巡防艦戰鬥系統性能提升案」2025年1月承德軍艦升級工程已完成一半照片
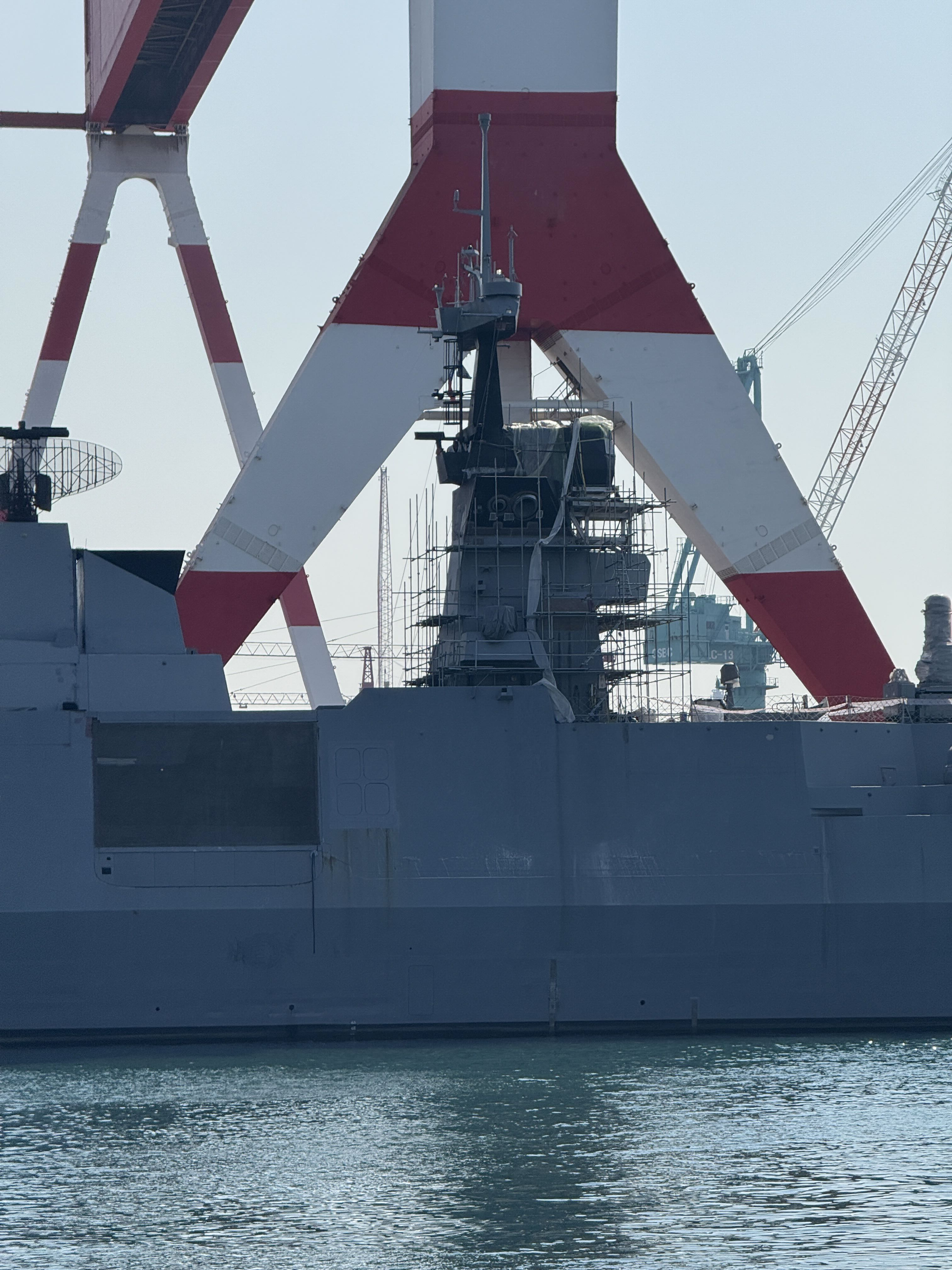
承德軍艦後桅，已拆除海神Triton-G G頻中程對空/平面搜索雷達，準備換裝ARTISAN 3D座標搜索雷達。

## 資料來源
1. ↑  羅添斌. . 自由時報-軍武.   [2023-10-07]. 原始内容存档于2023-10-26.
2. ↑  . 聯合新聞網.   [2025-04-12]. 原始内容存档于2025-04-12.
3. ↑  . 聯合報數位版.   [2025-03-04]. 原始内容存档于2025-05-18.
4. ↑  . 自由時報電子報.   [2022-10-21]. （原始内容存档于2022-10-14）.
5. ↑  . BBC中文網. 2013-05-12  [2019-04-23]. （原始内容存档于2013-06-21）.
6. ↑  . BBC中文網. 2013-05-13  [2019-04-23]. （原始内容存档于2013-06-08）.
7. 1 2  . 東森新聞雲. 2013-05-12  [2013-05-14]. （原始内容存档于2013-06-07）.
8. ↑  . ETtoday新聞雲. 2013-05-16  [2019-04-18]. （原始内容存档于2022-06-16） （中文）.
9. ↑  . ETtoday新聞雲. 2014-07-21  [2023-11-03]. （原始内容存档于2023-11-04） （中文）.
10. ↑  孫建屏. . 青年日報. 2018-11-11  [2019-04-23]. （原始内容存档于2019-06-09） （中文）.
11. ↑  劉濰菘. . 青年日報. 2019-04-14  [2019-04-23]. （原始内容存档于2019-06-10） （中文）.
12. ↑  吳哲宇. . 自由時報. 2024-01-11  [2024-01-12]. （原始内容存档于2024-01-12） （中文）.
13. ↑  朱明. . 上報. 2025-01-12  [2025-01-13]. （原始内容存档于2025-01-13）.

## 外部連結
- （中文）-中國軍艦虛擬博物館-康定級巡防艦
- （日語）-日本周辺国の軍事兵器 （页面存档备份，存于）
- （英文）-Naval Technology - Kang Ding Class Frigates, Taiwan （页面存档备份，存于）